# Únanov
Únanov település Csehországban, a Znojmói járásban. Únanov Znojmo, Suchohrdly, Hluboké Mašůvky, Plaveč, Tvořihráz és Kuchařovice településekkel határos. Lakosainak száma 1299 fő (2024. január 1.).

## Népesség
A település lakosságának változását az alábbi diagram mutatja:
| Lakosok száma | 745  | 865  | 889  | 1065 | 1127 | 1108 | 1247 | 1287 | 1288 | 1299 |
|               | 1869 | 1890 | 1921 | 1950 | 1980 | 2001 | 2017 | 2019 | 2022 | 2024 |